# Revelstoke
Revelstoke ist ein Ort im Südosten der kanadischen Provinz British Columbia. Revelstoke liegt 641 Kilometer östlich von Vancouver und 415 Kilometer westlich von Calgary in den Columbia Mountains am Columbia River. Revelstoke wird in Ost-West-Richtung vom Trans-Canada Highway (Highway 1) und in Nord-Süd-Richtung vom Highway 23 passiert.
Direkt nördlich des Ortes liegt der Mount-Revelstoke-Nationalpark und die Revelstoke-Talsperre (Revelstoke Dam), die den Columbia River zum ca. 120 km langen Lake Revelstoke aufstaut.

## Geschichte
Die Mündung des Illecillewaet Rivers in den Columbia River war im 19. Jahrhundert ein Lagerplatz für Pelzhändler. Später wurde sie ein Versorgungspunkt für Bergleute in der Region. Der Ort wuchs in den 1880er Jahren weiter, als die Canadian Pacific Railway (CP) gebaut wurde, und wurde Farwell genannt. Nach Fertigstellung der Eisenbahn 1885 wurde die Siedlung ein Stützpunkt der Eisenbahnlinie und nach Lord Revelstoke (einem Adelstitel der Bankiersfamilie Baring, London), einem Investor der Bahnlinie, in Revelstoke umbenannt. Die Einwohnerzahl der Gemeinde wuchs im Laufe der Zeit immer weiter an, so dass am 1. März 1899 die Zuerkennung der kommunalen Selbstverwaltung für die Gemeinde erfolgte (incorporated). Sie gehört damit zu den ältesten 25 Gemeinden in British Columbia, die alle bereits vor 1900 offiziell gegründet wurden.

## Demographie
Der Zensus im Jahr 2016 ergab für die Gemeinde eine Bevölkerungszahl von 7.547 Einwohnern. Die Bevölkerung hat dabei im Vergleich zum Zensus von 2011 um 5,7 % zugenommen.

## Verkehr
Der Flughafen Revelstoke (IATA-Flughafencode: YRV, ICAO-Code: CYRV; Transport Canada Identifier: –) liegt am südwestlichen Rand der Gemeinde und hat eine asphaltierte Start- und Landebahn von 1571 Meter Länge.
Neben dem Kreuzungspunkt der beiden Highways ist Revelstoke auch ein wichtiger Punkt im Eisenbahnverkehr, da es der nächstgelegene Ort zum Rogers Pass mit dem Connaught-Tunnel und dem Mount-Macdonald-Tunnel ist. Revelstoke ist im Verkehrsnetz der CP der Übergang zwischen zwei größeren Gebieten (Subdivisions). Im Osten liegt die Mountain Subdivision und im Westen die Shuswap Subdivision, mit dem historischen Ort des „letzten Nagels“.
Öffentlicher Personennahverkehr wird mit vier örtlichen Buslinien durch das „Revelstoke Transit System“ angeboten, welches von BC Transit in Kooperation betrieben wird.

## Sport
Zwischen 1916 und 1975 fanden am nordöstlichen Rand der Gemeinde auf dem Big Hill regelmäßig Wettkämpfe und nationale Meisterschaften im Skispringen statt. Dafür wurde dort eine der frühesten permanenten Schanzen und die größte natürliche Schanze in Kanada errichtet. Bedeutende kanadische Skispringer und Skispringerinnen ihrer Zeit, wie Nels Nelsen, Bob Lymburne oder Isabel Coursier, traten hier zu Wettkämpfen auch gegen internationale Konkurrenten an. Henry Hall (1921), Nels Nelsen (1925) und Bob Lymburne (1933) stellten hier Weltrekorde auf. Die kanadische Bundesregierung erklärte die Springen bei Revelstoke am 30. September 2014 zu einem „nationalen historischen Ereignis“.

## Tourismus

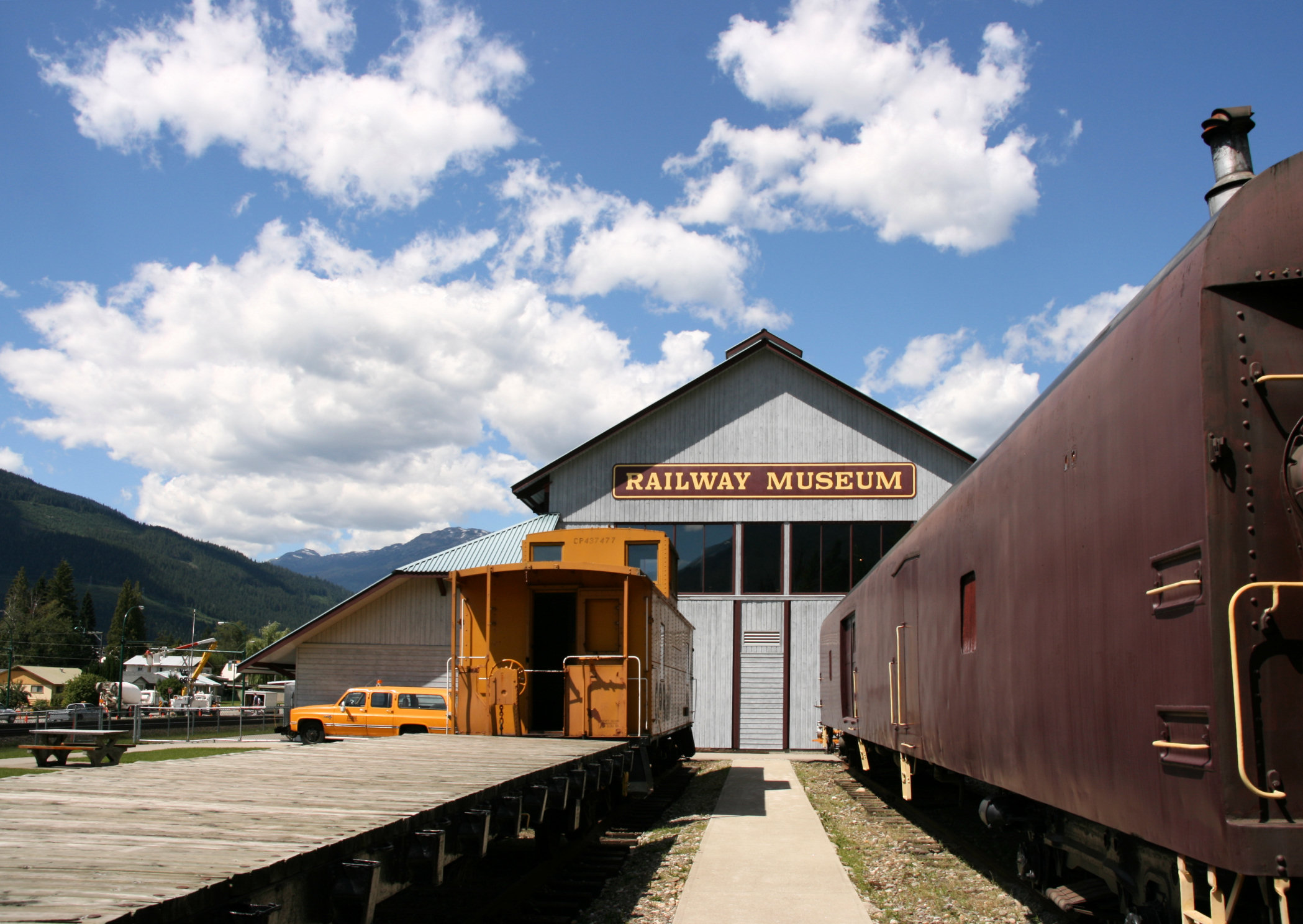
Revelstoke Railway Museum

Neben dem Revelstoke Railway Museum gehört die St. Peter’s Anglican Church (Revelstoke), als einzige erhaltene Pionierkirche in Revelstoke von 1896, zu den örtlichen Sehenswürdigkeiten.
2007 wurde an den Westhängen des Mount Mackenzie das Revelstoke Mountain Resort (RMR) als Skigebiet mit 52 Pisten eröffnet. Touristisch werden auch Hubschrauberflüge zu Ski-Abfahrten angeboten, das so genannte Heliskiing.

## Trivia
Revelstoke war verschiedentlich Drehort. Hier wurde unter anderem für folgende Dokumentationen und Filme gedreht:
- 1958: Railroaders. Eine kurze Dokumentation des National Film Board of Canada über das Leben und Arbeiten von Eisenbahnern in und um Revelstoke .
- 1999: Doppelmord mit Tommy Lee Jones und Ashley Judd
- 2001: The Barber – Das Geheimnis von Revelstoke mit Malcolm McDowell und Jeremy Ratchford

## Söhne und Töchter der Stadt
- Andrew Kozek (* 1986), Eishockeyspieler
- Aaron Volpatti (* 1985), Eishockeyspieler
- George Zajankala (* 1972), Eishockey- und Inlinehockeyspieler